# Luis López Guerra
Luis María López Guerra (León, 11 de noviembre de 1947) es un jurista, magistrado, político y catedrático español. Vicepresidente del Tribunal Constitucional de España (1992-1995) y presidente de sección del Tribunal Europeo de Derechos Humanos (2015-2017).

## Biografía
Es hijo del poeta Luis López Anglada.
Es Licenciado en Derecho por la Universidad Complutense de Madrid (1969) y Doctor en Derecho por la misma Universidad (1975), así como Máster en Ciencias Políticas por Michigan State University (1975).
Durante su trayectoria académica en el ámbito del Derecho Constitucional, ha sido profesor asociado en la Universidad Complutense de Madrid (1975-1978), catedrático en la Universidad de Extremadura (1978-1995), y catedrático en la Universidad Carlos III de Madrid (1995-2008), donde ha sido asimismo director del Instituto de Derecho Público Comparado (2001-2003).
En el Tribunal Constitucional de España, tras ejercer como letrado del mismo (1982-1986), fue nombrado en 1986 magistrado, a propuesta del Gobierno de España, durante la presidencia de Felipe González. En 1992 fue elegido vicepresidente del Tribunal, permaneciendo en el cargo hasta agotar su mandato en 1995.
Ha sido vocal de la Junta Electoral Central y vicepresidente del Consejo General del Poder Judicial entre 1996 y 2001.
En las elecciones autonómicas de 2003 fue elegido diputado de la Asamblea de Madrid, como número tres de la lista del Partido Socialista Obrero Español (PSOE).
Tras la victoria socialista en las elecciones generales de 2004 fue nombrado Secretario de Estado de Justicia, siendo el número dos del ministro Juan Fernando López Aguilar, en el Gobierno de José Luis Rodríguez Zapatero. 

### Tribunal Europeo de Derechos Humanos
En 2007 fue elegido magistrado del Tribunal Europeo de Derechos Humanos por la Asamblea Parlamentaria del Consejo de Europa, de entre los tres candidatos propuestos por el Gobierno de España, durante la presidencia de Zapatero. Sustituyó al magistrado español Javier Borrego Borrego.
Durante su mandato de nueve años en el Tribunal ha sido vicepresidente de sección (2014-2015) y presidente de sección (2015-2017). Tras agotar su mandato, en 2018 le sustituye María Elósegui Itxaso.
Como miembro de la Gran Sala del Tribunal, fue uno de los 17 magistrados que en 2013 condenaron a España por considerar que la doctrina Parot violaba la Convención Europea de Derechos Humanos y la propia Constitución española en la aplicación de las condenas a presos, obligando a la puesta en libertad de la miembro de la banda terrorista ETA Inés del Río. Concretamente, la sentencia del Tribunal consideró, por 16 votos contra 2, que la citada doctrina vulneraba el artículo 7 del Convenio Europeo de Derechos Humanos (referido a que no puede haber condena si no existe ley previa).
| Predecesor: Francisco Rubio Llorente | Vicepresidente del Tribunal Constitucional 1992 - 1995 | Sucesor: José Gabaldón López |

| Predecesor: Rafael Catalá Polo | Secretario de Estado de Justicia de España 2004-2007 | Sucesor: Julio Pérez |